# Ranafell
Ranafell är ett berg i republiken Island. Det ligger i regionen Norðurland vestra, 210 km norr om huvudstaden Reykjavík. Toppen på Ranafell är 627 meter över havet.
Trakten runt Ranafell är nära nog obefolkad, med mindre än två invånare per kvadratkilometer. Närmaste större samhälle är Skagaströnd, nära Ranafell. Trakten runt Ranafell består i huvudsak av gräsmarker.